# Hermes Italiana

Baron de Crazhew beim Rennen Paris-Madrid 1903 in Bordeaux

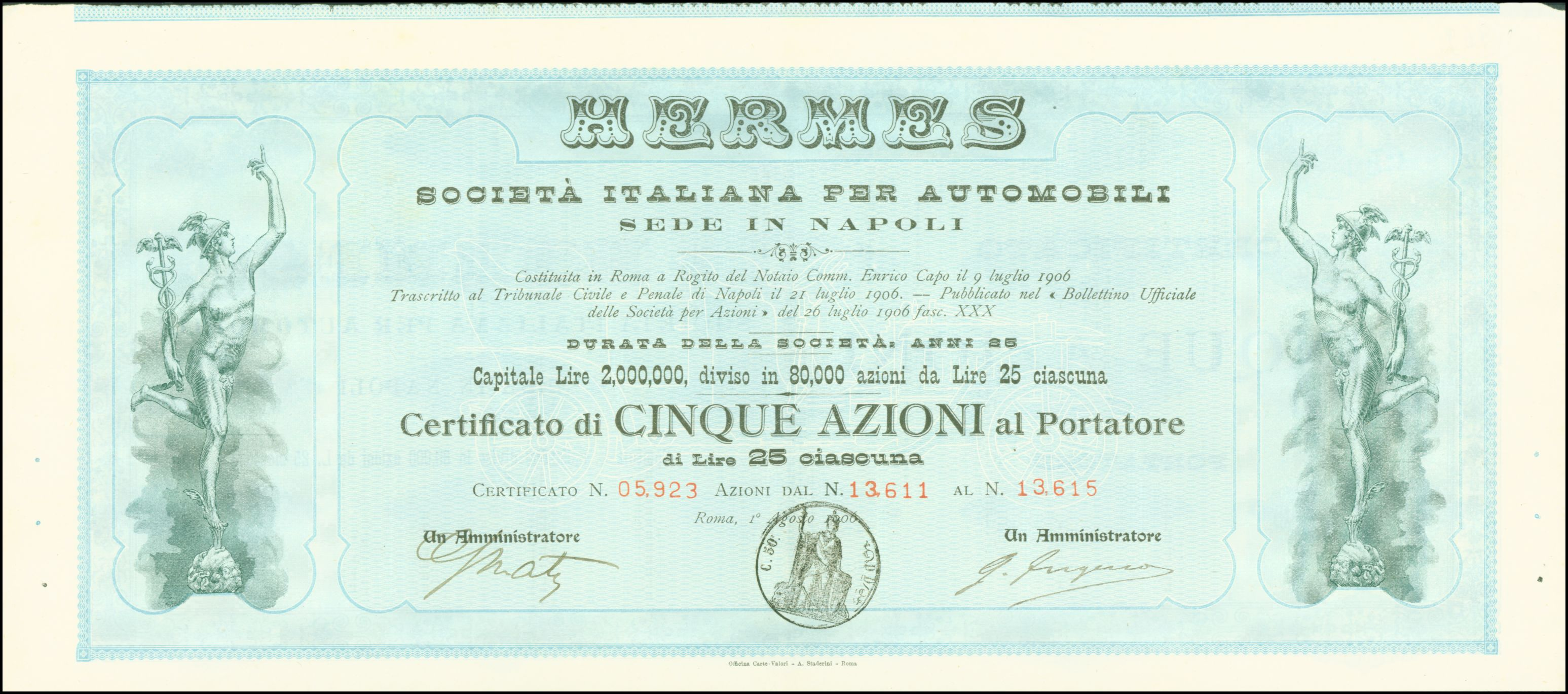
Aktie der Hermes Italiana vom 1. August 1906

Hermes Italiana S.A. war ein italienischer Hersteller von Automobilen.

## Unternehmensgeschichte
Baron Pierre de Crawhez und Alberto Manzi-Fe gründeten 1906 sowohl dieses Unternehmen in Rom als auch SA Hermès in Lüttich zur Produktion von Automobilen. Die Fabrik befand sich in Neapel. 1908 endete die Produktion.

## Fahrzeuge
Das einzige Modell 16/18 HP, auch Tipo Unico genannt, war mit einem Vierzylindermotor mit 3770 cm³ oder 4192 cm³ Hubraum und 35 PS ausgestattet. Die Motorleistung wurde mittels einer Kardanwelle an die Hinterachse übertragen. Die Motorhaube glich denen der damaligen Modelle von Renault.